# La Floresta (Uruguay)
La Floresta è un comune dell'Uruguay, situato nel Dipartimento di Canelones.
Fa parte della Costa d'oro.